# バルタザール・フォルスター
バルタザール・ヨハネス・“ジョン”・フォルスター（アフリカーンス語: Balthazar Johannes "John" Vorster [ˈbaltɑːzar juəˈhanəs ˈfɔrstər]、1915年12月13日 - 1983年9月10日）は、南アフリカ共和国の政治家。1966年から1978年まで首相を務め、その後1978年から1979年には大統領に就任した。

## 来歴
フォルスターは東ケープ州に生まれ、ステレンボッシュ大学に進学。第二次世界大戦中は、ブルームフォンテーンの極右団体である牛車の番人で活動してナチス・ドイツやアドルフ・ヒトラーを支持し、1942年に逮捕された。1944年に釈放後、1948年に国民党に入党し、1953年に初当選。党内では極右派に属し、ヘンドリック・フルウールト政権では法相を務めた。
1966年にフルウールトが暗殺されると、議会によって9月13日に後継の首相に選出された。フォルスター政権は前政権の政策をほぼ継承し、アパルトヘイトを高圧的に推し進めた。国内各地にバントゥースタンが建設され、すべての黒人はいずれかのバントゥースタンに属することとなった。黒人との「分離発展」を推し進めるという名目で1976年にトランスカイなど4つのバントゥースタンを「独立」させたものの、国際社会はこれを認めず、世界から孤立を続けた。
また、ピーター・ウィレム・ボータを国防大臣に任命し、南部アフリカ各地で成立していた共産政権を打倒するため、アンゴラのUNITAとモザンビークのRENAMOを援助させた。南アフリカと同様の人種差別政策をとるローデシア政府も友好国として支援した。
1976年6月16日、学校でのアフリカーンス語強要に対する反対からソウェト蜂起が起き、フォルスターは軍を出してこれを鎮圧。国際的な批判を浴びた。
1978年、フォルスターは首相の座をボータに譲り大統領に就任したが、翌年に欧米諸国に対する秘密工作費の出所や使途に対してスキャンダルが噴出（ムルダーゲート事件）し、1979年6月に辞任を余儀なくされた。
1983年、67歳でこの世を去った。